# 3rd Golden Globe Awards
3rd Golden Globe Awards var den tredje uddeling af Golden globe awards, der hyldede det bedste indenfor film i 1945. Uddelingen blev afholdt 30. marts 1945 i Knickerbocker Hotel i Los Angeles, USA.

## Vindere

### Bedste film
Forspildte dage instrueret af Billy Wilder 

### Bedste mandlige hovedrolle
Ray Milland - Forspildte dage 

### Bedste kvindelige hovedrolle
Ingrid Bergman - Sct. Mary's klokker 

### Bedste skuespiller i en birolle i en film
J. Carrol Naish - A Medal for Benny 

### Bedste skuespillerinde i en birolle i en film
Angela Lansbury - Dorian Grays portræt 

### Bedste instruktør
Billy Wilder - Forspildte dage 

### Bedste film, der fremmer international forståelse
The House I Live In 